# Civilization IV: Colonization
Sid Meier’s Civilization IV: Colonization ist ein Computerspiel-Remake des rundenbasierten Strategiespiels Sid Meier’s Colonization von 1994. Dabei wird die Spiel-Engine von Civilization IV verwendet. Es handelt sich allerdings um eine eigenständige Erweiterung, die das Hauptspiel nicht benötigt. Es wurde von Firaxis Games entwickelt und von Take-Two Interactive am 26. September 2008 für Microsoft Windows veröffentlicht. Eine Version für macOS erschien am 1. Dezember 2009.

## Spielprinzip
Die Spieler steuern Siedler aus einer von vier europäischen Nationen – Spanien, England, Frankreich und den Niederlanden, die im Zeitraum 1492–1792 versuchen, die Neue Welt zu kolonisieren. Der siegreiche Spieler ist der Erste, der seine Kolonien und seine Armee aufbaut, die Unabhängigkeit vom Mutterland erklärt und die Militärmacht besiegt, die der König unweigerlich entsendet, um den Aufstand niederzuschlagen.
Die Neuauflage orientiert sich am Original und hat zusätzlich Verbesserungen im Diplomatie-System, eine neue Benutzeroberfläche und Unterstützung für Mods. Einige Spielmechanismen, z. B. das Kampfsystem und die Beförderung von Militäreinheiten, wurden an Civilization IV angepasst.

## Rezeption
GameStar lobte insbesondere, dass die Grundzüge des Originalspiels weiterhin erkennbar seien und die Spielwelt grafisch ansprechend gestaltet sei. Die Partien seien deutlich kürzer als bei Civilization IV. Gamezone resümierte, dass es sich um ein gelungenes Strategiespiel in zeitgemäßer Grafik handele. Der einstellbare Schwierigkeitsgrad komme Fans des Genres entgegen. Die Menüs seien jedoch steril und teils nutzlos. Das Tutorial wirke unausgegoren und das Handelssystem sei nervig. Die Ureinwohner seien diplomatisch kaum relevant.

## Modifikationen
Fans des Spiels haben mit The Authentic Colonization (TAC) eine komplexe deutschsprachige Modifikation veröffentlicht, die das Remake dichter an das Original heranführt, den Titel grafisch aufwertet, die Künstliche Intelligenz (KI) der Computergegner verbessert und den Spielablauf streckt.